# Софі Рандл
Софі Рандл (англ. Sophie Rundle; нар. 21 квітня 1988, Борнмут, Англія, Велика Британія) — англійська акторка, яка відома участю в серіалах «Гострі картузи», «Кличте повитуху», «Епоха Дікенса», «Коротка зустріч», «Джеймстаун».

## Життєпис
Софі Рандл народилася в Борнмуті, Велика Британія в родині бізнес-консультанта батька, а мама була залучена в компанію з дистриб'юції книг. У Софі є двоє братів: Джеймс — письменник і Генрі — актор. Вона навчалася в місцевій школі для дівчат перед тим як вступити в Королівську академію драматичного мистецтва, яку закінчила у 2011 за напрямком «Акторське мистецтво».

## Кар'єра
Софі Рандл розпочала акторську кар'єру з ролі в британському фільмі жахів «Злодій з глибини». Після участі в одному епізоді серіалу «Закон Гарроу» Рандл знялась у мінісеріалі «Титанік», а також була залучена в кінопостановку «Великі сподівання» — екранізацію роману Чарлза Діккенса з такою ж назвою. Крім того, вона зіграла в фентезійному серіалі «Мерлін». У серіалі «Код вбивства» про чотирьох жінок, які займалися криптоаналізом у Блечлі-Парк, та через серію вбивств і помилки в розслідуванні поліції взялися розв'язати справу, Рандл була однією з головних персонажів — наймолодшою криптографісткою Люсі. До закриття серіалу у 2014 акторка була затверджена на роль Ади Шелбі в телепроєкті «Гострі козирки».
У 2014 Рандл була запрошеною зіркою в серіалі «Кличте повитуху», а також з'явилася в телепроєкті «Щаслива долина» та зіграла в драмі «Обличчя ангела». У 2015 акторка мала головну роль у серіалі «Небезпечно для роботи», а також вона знялася в телефільмі «Візит інспектора». У серіалі «Епоха Дікенса» Софі грала Гонорію Барбарі. Вона отримала роль дівчини з ферми в телепроєкті «Джеймстаун».

## Фільмографія
| Рік       |    | Українська назва      | Оригінальна назва    | Роль               |
| --------- | -- | --------------------- | -------------------- | ------------------ |
| 2007      | ф  | Злодій з глибини      | Small Town Folk      | Гізер              |
| 2011      | с  | Закон Гарроу          | Garrow's Law         | міс Кассон         |
| 2012      | с  | Титанік               | Titanic              | Роберта Маіоні     |
| 2012      | ф  | Великі сподівання     | Great Expectations   | Клара              |
| 2012      | с  | Мерлін                | Merlin               | Сефа               |
| 2012—2014 | с  | Код вбивства          | The Bletchley Circle | Люсі               |
| 2012—2014 | с  | Серії                 | Episodes             | Лібіа              |
| 2013      | с  | Говорячи з мерцем     | Talking to the Dead  | Фіона Гріффітс     |
| 2013      | с  | Шетланд               | Shetland             | Софі               |
| 2013—2022 | с  | Гострі козирки        | Peaky Blinders       | Ада Шелбі          |
| 2014      | с  | Кличте повитуху       | Call the Midwife     | Памела Сейнт       |
| 2014      | с  | Щаслива долина        | Happy Valley         | Крістен Мак-Аскелл |
| 2014      | ф  | Обличчя ангела        | The Face of an Angel | Ганна              |
| 2015      | с  | Небезпечно для роботи | Not Safe for Work    | Дженні             |
| 2015      | тф | Візит інспектора      | An Inspector Calls   | Ева                |
| 2015—2016 | с  | Епоха Дікенса         | Dickensian           | Гонорія Барбарі    |
| 2016      | с  | Коротка зустріч       | Brief Encounters     | Стеф               |
| 2017—2018 | с  | Джеймстаун            | Jamestown            | Еліс               |
| 2020      | ф  | Опівнічне небо        | The Midnight Sky     | Жан Салліван       |
| 2026      | ф  | Безсмертна людина     | The Immortal Man     | Ада Шелбі          |